# Systeem (systeemtheorie)

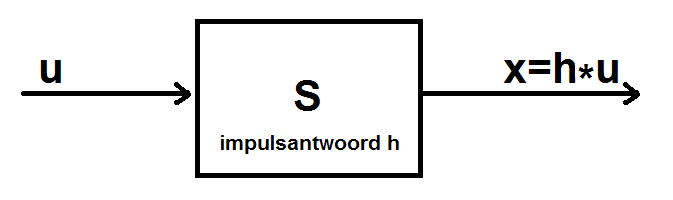
Voorbeeld van een systeem

Een systeem, als onderwerp van de systeemtheorie, wordt gezien als een geheel van elementen die elkaar wederzijds beïnvloeden en die een geïntegreerd geheel vormen. Bij een systeem gaat het vaak om een relatie tussen een inputsignaal en een outputsignaal. Een signaal beschrijft of definieert een bepaald fenomeen. Een dynamisch systeem is een systeem dat zich in een tijdsafhankelijke toestand bevindt. Soms is de theorie daarvan ook toepasbaar bij een andere afhankelijkheid, bijvoorbeeld van plaats.